# Mittelmarterhof
Mittelmarterhof ist ein Gemeindeteil der Stadt Pappenheim im Landkreis Weißenburg-Gunzenhausen (Mittelfranken, Bayern). Mittelmarterhof liegt in der Gemarkung Bieswang.

## Lage
Die Einöde liegt auf der Fränkischen Alb östlich vom Hauptort Pappenheim und südlich vom Pappenheimer Ortsteil Göhren auf der Jurahochebene. Zu erreichen ist über eine Abzweigung der Kreisstraße WUG 12 in Richtung Westen und über die Fortsetzung der Pappenheimer Beckstraße in Richtung Nordosten.

## Ortsnamensdeutung
Der ursprüngliche Ortsname Wikmarter/Wiginmarter bedeutet „Zur Marter(säule) des Wikko/Wiggo“. Im 15. Jahrhundert, als der Personennamen nicht mehr erkannt wurde, erfolgte sprachlich die Umdeutung in „Mitten-/Mittelmarter“.

## Geschichte
Der Mittelmarterhof gehörte als Hof der Grafen von Pappenheim zur Gemeinde Bieswang und zur dortigen evangelischen Pfarrei und Schule. Er wurde bei einer Martersäule errichtet, die ein gewisser Wikko/Wiggo stiftete und die 1680 genannt ist. Der Hof ist erstmals 1256 erwähnt; damals übertrug Machthildis, Witwe des Ulrich de Porta, dem Kloster Kaisheim einen Hof in „Wikmarter“. 1348 schenkte Heinrich von Pappenheim der Kapelle zum Heiligen Geist in Pappenheim Güter in „Wiginmarter“; 1360 heißt es, dass diese Schenkung aus einem Seldengut bestand. Weitere dortige Güter schenkte der Marschall von Pappenheim 1372 dem Augustiner-Kloster Pappenheim. Den vom Bischof zu Eichstätt verliehenen Drittel-Zehnt verkaufte 1407 Wirich von Treuchtlingen dem Augustinerstift Rebdorf; die anderen zwei Drittel vermachte der Bischof zwei Jahre später dem Kloster, als er die Pfarrei Bieswang in das Kloster inkorporierte. 1413 räumten die Brüder Sigmund und Haupt von Pappenheim die Lehenschaft über den Hof zu „Wickenmarter“ dem Kloster St. Emmeram in Regensburg ein. Laut Salbuch des Pappenheimer Augustinerklosters von 1434 zinsten zwei Höfe von „Mittelmarter“ nach Pappenheim. 1474 ist im Salbuch dieses Klosters nur noch von einem Hof die Rede, der mit allen Rechten der Herrschaft Pappenheim gehörte.
Am Ende des Alten Reiches bestand der Hof aus zwei Halbhöfen, die beide der Herrschaft Pappenheim gehörten, die auch die Hochgerichtsbarkeit über die beiden Anwesen innehatte.
Bei der territorialen Neustrukturierung im neuen Königreich Bayern kam der Mittelmarterhof 1808 innerhalb des bis 1848 bestehenden Justizamtes Pappenheim, einem Herrschaftsgericht I. Klasse, zum Steuerdistrikt Bieswang. Bei der Gemeindebildung von 1818 blieb der Hof ein Ortsteil der nunmehrigen Ruralgemeinde Bieswang. Im Zuge der Gebietsreform in Bayern wurde Bieswang zum 1. Mai 1978 in die Stadt Pappenheim eingemeindet.
In die Denkmalliste ist eingetragen: „Mittelmarterhof; Gutshaus zweigeschossig, mit Mansarddach, durch Sonnenuhr bez(eichnet) 1781; Wohnhaus, eingeschossiger Mansarddachbau, 2. Hälfte 19. Jh; Nebengebäude, eingeschossig, mit Mansarddach, 2. Hälfte 19. Jh.; Ökonomiegebäude, massiver Satteldachbau, frühes 19. Jh.“
Zwischen Bieswang und dem Mittelmarterhof ist der vom 15. bis zum 17. Jahrhundert in Urkunden erwähnte Dreckhof abgegangen.

### Einwohnerzahlen
- 1818: 28 Einwohner[14]
- 1824: 20 Einwohner, 3 Gebäude[14]
- 1846: 26 „Seelen“ (3 Familien), 3 Häuser[15]
- 1950: 45 Einwohner, 5 Wohngebäuden[14]
- 1961: 28 Einwohner, 3 Wohngebäude[16]
- 1987: 0 Einwohner, 1 Wohngebäude[1]